# ماري جونستون
ماري جونستون (بالإنجليزية: Mary Johnston)‏ (21 نوفمبر 1870، بوتشانان في الولايات المتحدة - 9 مايو 1936 في الولايات المتحدة)؛ سفرجات، كاتِبة وروائية أمريكية.

## روابط خارجية
- ماري جونستون على موقع قاعدة بيانات برودواي على الإنترنت (الإنجليزية)
- ماري جونستون على موقع إن إن دي بي (الإنجليزية)